# Taranto
För andra betydelser, se Taranto (olika betydelser).
Taranto (italienskt uttal: [ˈtaːranto]; latin: Tarentum; klassisk grekiska: Τάρᾱς Tarās; nygrekiska: Τάραντας Tarantas; tarantino Tarde), tidigare även Tarent och Tarentum, är en kuststad och kommun i provinsen Taranto i regionen Apulien i södra Italien, med 198 599 invånare (2017). Staden är huvudort i provinsen Taranto, och är en viktig örlogs- och handelshamn vid Tarantobukten.

## Historia

### Antiken

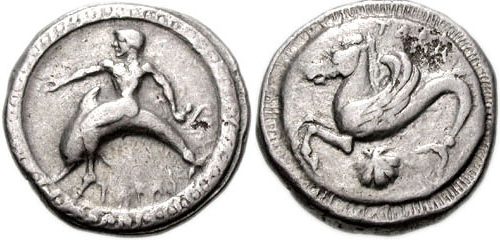
Mynt från Taras, ca 500 f.Kr.

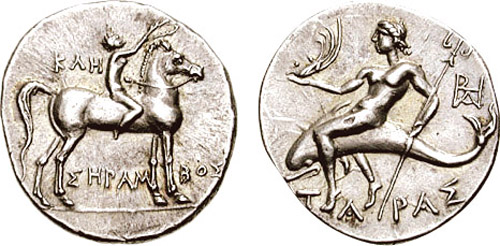
Mynt från Taras, ca 200 f.Kr.

Tarantos historia går tillbaka till 700-talet f.Kr., då staden grundades som en spartansk koloni, enligt traditionen år 706 f.Kr. av så kallade parthenier, (partheniai, "jungfrufödda"). Grekerna kallade staden Taras (Τάρας), från den mytologiska hjälten Taras.
Redan förut hade nybyggare slagit sig ned där. Senare grävningar har bragt i dagen lämningar av förhellensk civilisation (terramare och gravar från yngre stenåldern). Staden växte snart och underlade sig Japygien, ett bördigt land som var mycket lämpligt för fårskötsel. För att få så fin ull som möjligt skyddade man, enligt vad Horatius berättar, djuren med skinntäcken. Ullen färgades med purpur: man har funnit en mängd skal av den snäcka som gav detta högt skattade färgämne. Handeln var sålunda livlig. Visserligen led tarentinerna 473 f.Kr. stora nederlag i en drabbning mot de kringboende folken, men staden repade sig snart. På 300-talet hade Taras blivit Stor-Greklands främsta samhälle. Konsten blomstrade; därom vittnar till exempel den vackra kanna och det dryckeshorn av silver som hittades 1880, och Taras guldmynt är bland de vackraste som åstadkommits av greker. Efter 300-talet var Taras inbegripet i nästan ständig fejd med lukanerna, och inkallade till sitt försvar legotrupper från Sparta och Epirus.
281 f.Kr. kom Taras i strid med romarna, vilket resulterade i det Pyrriska kriget. I krigets slutskede tvingades Pyrrhos att lämna Italien, vilket ledde till att staden underkuvades 272 f.Kr. Formellt behöll det fortfarande sin självständighet som "romersk bundsförvant". Sedan staden 212 f.Kr. avfallit till Hannibal, intogs och plundrades den av Quintus Fabius Maximus, som lät sälja 30 000 av dess invånare till slavar. Staden förföll, men uppblomstrade åter efter 123 f.Kr., då en romersk koloni ditfördes. Ännu under Augustus var det en ansedd grekisk stad och berömd badort, men nedgick åter.

### Senantik och medeltid
Den östromerske fältherren Belisarius befäste Tarentum; det intogs av goterna under Totila, men efter hans nederlag mot den östromerske fältherren Narses såldes det av sin gotiske guvernör åt östromerska riket. 927 förstördes det helt av saracenerna, men återuppbyggdes 967 av den östromerske kejsaren Nikeforos II Fokas. 1063 togs staden av normanderna under Robert Guiscard och kom 1089 till Bohemund, som tog titeln "furste av Tarentum". Efter hans död 1111, då det stannade i kungariket Siciliens ägo, förlänade Roger II furstendömet åt sin son Vilhelm. Kejsar Fredrik II byggde stadens citadell. 1301 blev Filip, son till Karl II av Anjou, furste av Taranto.

### Modern tid
1861 införlivades furstendömet Taranto jämte det övriga kungariket Bägge Sicilierna med Italien. Staden var skådeplats för anfallet mot Taranto 11-12 november 1940.

## Industri
Tarantos hamn är en av Italiens viktigaste, och därifrån utskeppas bland annat vin, olivolja och frukt. Andra viktiga näringar är varvsindustri, järn- och stålverk (Ilva), textilindustri och kemisk industri.

## Kända personer födda i Taranto
- Archytas
- Aristoxenos
- Livius Andronicus
- Giovanni Paisiello
- Salvatore Grimaldi

## Klimat
Taranto har medelhavsklimat, köppens system Csa, som större delen av Italien 
|                                            | Jan  | Feb  | Mar  | Apr  | Maj  | Jun  | Jul  | Aug  | Sep  | Okt  | Nov  | Dec  |
| ------------------------------------------ | ---- | ---- | ---- | ---- | ---- | ---- | ---- | ---- | ---- | ---- | ---- | ---- |
| Normaldygnets maximitemperaturs medelvärde | 13,0 | 13,5 | 15,7 | 18,9 | 24,4 | 29,0 | 31,7 | 31,5 | 27,5 | 22,3 | 17,3 | 14,0 |
| Normaldygnets minimitemperaturs medelvärde | 4,2  | 4,2  | 5,6  | 8,0  | 12,1 | 15,9 | 18,4 | 18,9 | 16,0 | 12,7 | 8,3  | 5,3  |
|                                            |      |      |      |      |      |      |      |      |      |      |      |      |
| Nederbörd                                  | 60,3 | 61,3 | 62,4 | 45,4 | 27,6 | 20,4 | 16,2 | 36,0 | 54,3 | 91,0 | 95,1 | 68,9 |

| Diagram | temperaturer i °C • månadsnederbörd i mm | temperaturer i °C • månadsnederbörd i mm | temperaturer i °C • månadsnederbörd i mm | temperaturer i °C • månadsnederbörd i mm | temperaturer i °C • månadsnederbörd i mm | temperaturer i °C • månadsnederbörd i mm | temperaturer i °C • månadsnederbörd i mm | temperaturer i °C • månadsnederbörd i mm | temperaturer i °C • månadsnederbörd i mm | temperaturer i °C • månadsnederbörd i mm | temperaturer i °C • månadsnederbörd i mm | temperaturer i °C • månadsnederbörd i mm |
|         | 60 13 4                                  | 61 14 4                                  | 62 16 6                                  | 45 19 8                                  | 28 24 12                                 | 20 29 16                                 | 16 32 18                                 | 36 32 19                                 | 54 28 16                                 | 91 22 13                                 | 95 17 8                                  | 69 14 5                                  |